# Kevin Burnham
Kevin Lobdell Burnham (Queens, 21 december 1956 - 27 november 2020) was een Amerikaans zeiler. 
Burnham nam driemaal deel aan de Olympische Zomerspelen: hij won in 1992 de zilveren medaille in de 470-klasse , vier jaar later met een 8e plaats geen medaille. In 2004 ten slotte won Burnham, samen met Paul Foerster,  het olympisch goud in de 470-klasse.

## Palmares

### Olympische Zomerspelen
| Jaar | Plaats    | Resultaten    |
| ---- | --------- | ------------- |
| 1992 | Barcelona | 470 klasse    |
| 1996 | Savannah  | 8e 470 klasse |
| 2004 | Athene    | 470 klasse    |

1976: Harro Bode / Frank Hübner ·
1980: Marcos Soares / Eduardo Penido ·
1984: Luis Doreste / Roberto Molina ·
1988: Thierry Peponnet / Luc Pillot ·
1992: Jordi Calafat / Kiko Sánchez ·
1996: Yevhen Braslavets / Ihor Matviyenko ·
2000: Tom King / Mark Turnbull ·
2004: Kevin Burnham / Paul Foerster ·
2008: Malcolm Page / Nathan Wilmot ·
2012: Mathew Belcher / Malcolm Page ·
2016: Šime Fantela / Igor Marenić ·
2020: Mathew Belcher / William Ryan